# جنرال اسکبدو
اسکبدو (به اسپانیایی: General Escobedo) از شهرهای کشور مکزیک است که در ایالت نوئوو لئون قرار دارد و جمعیت آن طبق سرشماری سال ۲۰۱۰ میلادی ۲۹۹٬۳۶۴ نفر بوده است.